# 藤野豊
藤野 豊（ふじの ゆたか、1952年11月5日 - ）は、日本の歴史学者（専攻は日本近代史）

## 著書
- 『同和政策の歴史』解放出版社 1984
- 『水平運動の社会思想史的研究』雄山閣出版 1989
- 『日本ファシズムと医療 ハンセン病をめぐる実証的研究』岩波書店 1993
- 『それぞれの選択 「大検」からみた学校・教育論』かもがわ出版 1997
- 『日本ファシズムと優生思想』かもがわ出版 1998
- 『強制された健康 日本ファシズム下の生命と身体』吉川弘文館 2000　ISBN　	9784642055000
- 『被差別部落ゼロ? 近代富山の部落問題』桂書房 2001
- 『性の国家管理 買売春の近現代史』不二出版 2001
- 『「いのち」の近代史 「民族浄化」の名のもとに迫害されたハンセン病患者』かもがわ出版 2001
- 『厚生省の誕生 医療はファシズムをいかに推進したか』かもがわ出版 2003
- 『近現代日本の買売春』解放出版社、2004　（買売春容認の自治体からの圧力に出版社が屈し、出版中止となる）
- 『ハンセン病と戦後民主主義 なぜ隔離は強化されたのか』岩波書店 2006
- 『忘れられた地域史を歩く 近現代日本における差別の諸相』大月書店 2006
- 『ハンセン病反省なき国家 『「いのち」の近代史』以後』かもがわ出版 2008
- 『戦争とハンセン病』吉川弘文館・歴史文化ライブラリー 2009　オンデマンド版　ISBN　9784642756877
- 『戦後日本の人身売買』大月書店　2012
- 『孤高のハンセン病医師　「小笠原登日記」を読む』六花出版 2016
- 『「黒い羽根」の戦後史』六花出版　2019
- 『強制不妊と優生保護法』 岩波ブックレット　2020
- 『戦後民主主義が生んだ優生思想ー優生保護法の史的検証』六花出版　2021

### 編著・共著
- 『米騒動と被差別部落』黒川みどり,徳永高志と共著 雄山閣出版 1988 ISBN 4-639-00723-X
- 『歴史のなかの「癩者」』編著 ゆみる出版 1996
- 『教室から「自由主義史観」を批判する 差別と侵略の近代史』編著 かもがわ出版 1997
- 『近現代日本ハンセン病問題資料集成 戦前編』全8巻 不二出版 2002
- 『近現代日本ハンセン病問題資料集成 戦後編』全10巻 不二出版 2003-2004
- 『近現代日本ハンセン病問題資料集成 補巻』全15巻 不二出版 2004-2007
- 『近現代日本ハンセン病問題資料集成 戦前編・戦後編　解説・総目次』不二出版 2004
- 『知っていますか?ハンセン病と人権一問一答』神美知宏、牧野正直と共著 解放出版社 2005
- 『神奈川の部落史』編著 　不二出版　2007
- 『近現代部落史 再編される差別の構造』黒川みどりと共編 有志舎 2009
- 『差別の日本近現代史　包摂と排除のはざまで』黒川みどりと共著　岩波現代全書、2015
- 『人間に光あれ　日本近代史のなかの水平社』黒川みどりと共著　六花出版　2022